# NGC 1776
NGC 1776 ist die Bezeichnung eines offenen Sternhaufens im Sternbild Dorado. Das Objekt wurde am 3. Januar 1837 von John Herschel entdeckt.